# All We Have Left
All We Have Left è il secondo album in studio della rock band statunitense Boyce Avenue, pubblicato il 15 giugno 2010. Il primo singolo estratto dall'album, Every Breath, è stato reso disponibile per il download digitale il 16 marzo 2010.

## Il disco
Dopo aver finito alla fine del 2009 di registrare un intero album di brani inediti, la band ha prodotto e finanziato a proprie spese l'intero progetto, pubblicando l'album tramite la propria casa discografica indipendente, la 3 Peace Records. In quel momento, i Boyce Avenue sono stati contattati dalla Universal che si è proposta di collaborare alla pubblicazione dell'album. La band, colpita dall'interessamento dell'etichetta nei propri confronti, firma con la Universal nel novembre del 2009. All We Have Left è stato pubblicato il 15 giugno 2010, accompagnato da Every Breath, il primo singolo dell'album. Il videoclip della canzone è stato girato dal regista Zach Merck (Blue October, Safetysuit) a Los Angeles.

## Tracce
1. Daylight (Alejandro, Daniel e Fabian Manzano) - 2:08
2. More things to say (Alejandro Manzano) - 4:00
3. Broken Angel (Alejandro Manzano) - 5:21
4. Every Breath (Daniel Manzano) - 4:14
5. Find me (Alejandro Manzano) - 4:37
6. When the lights die (Fabian Manzano) - 4:23
7. Change your mind (Alejandro Manzano) - 3:37
8. Not enough (Fabian Manzano) - 4:01
9. Hear me now (Alejandro Manzano) - 4:04
10. Dare to believe (Alejandro Manzano) - 4:50
11. Briane (Alejandro e Daniel Manzano) - 5:17
12. On my way (Alejandro Manzano) - 3:51
13. Tonight (Alejandro e Daniel Manzano) - 4:26